# Palais Kranz (Argentinierstraße)
Das Palais Kranz befindet sich im 4. Wiener Gemeindebezirk Wieden, Argentinierstraße 25–27.

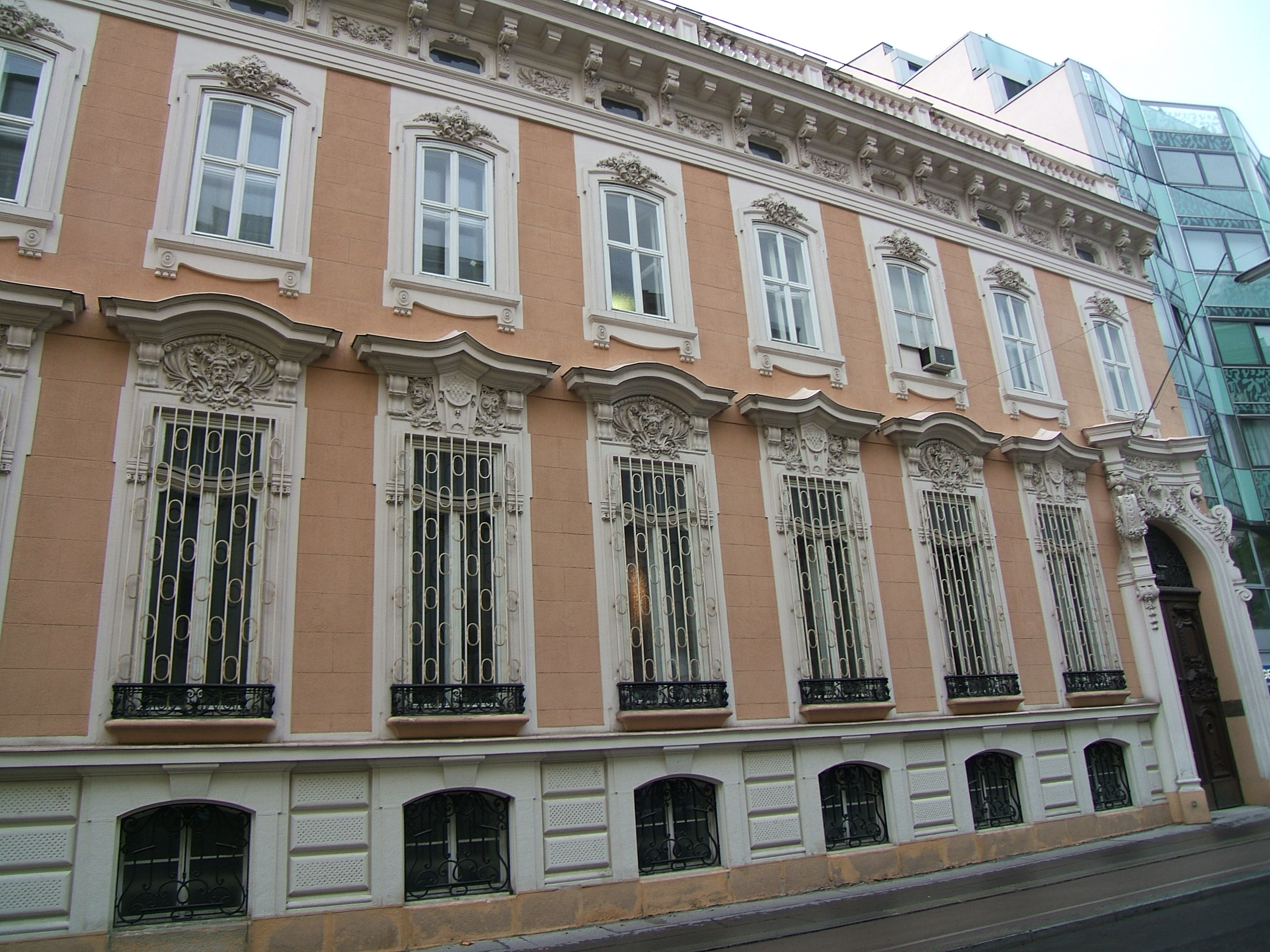
Palais Kranz

## Geschichte
Das Palais wurde 1880 vom Baurat Gustav Korompay gemeinsam mit dem Architekten Viktor Rumpelmayer für den Bankier Wilhelm Zierer im neobarocken Stil erbaut. Ausführender Baumeister war Donat Zifferer. Das Palais war als Gartenpalais entlang der Alleestraße, wie die Argentinierstraße früher genannt wurde, angelegt worden. Das Glashaus von Fellner und Helmer 1889 errichtet, verweist auf den ursprünglichen Verwendungszweck. Das Palais wurde später von Dr. J. Kranz gekauft, der u. a. Friedrich Ohmann mit der Umgestaltung der Innenräume beauftragte. 1910 wurde ein zweigeschoßiger Hoftrakt angefügt. Das Palais beherbergt seit 1945 die russische Handelsvertretung in Österreich.

## Beschreibung
Der zweigeschoßige Bau ruht auf einer niedrigen genuteten weißen Sockelzone mit vergitterten Souterrainfenstern. Die Fassade ist durch den Kontrast zwischen dem weißen Bauschmuck und der hellen Terrakotta der flach gebänderten Fassade geprägt. Die additiv gereihten sieben Fensterachsen des ersten Geschoßes sind alternierend mit Spitzgiebeln und geknickten Rundbogengiebeln auf Konsolen verdacht. In den Sturzfeldern zwischen den Konsolen finden sich Grotesken umrahmt von reichem barockisierenden Laubwerk. Das Obergeschoß hat einfachere, segmentbogenförmige Fenster und Umrahmungen mit Ohren. Volutenkonsolen tragen das Gebälk des Kranzgesimes mit Attikabalustrade. Zwischen den Konsolen läuft ein Band mit alternierenden an den Ecken konkav gerundeten länglichen Fenstern und rechteckigen Putzfeldern mit reichem barockisierenden Schmuck. Das seitliche Rundbogenportal ist mit Festons, Doppelvoluten, Kartusche und Laubwerk geschmückt sowie mit einschwingendem, verkröpften Gebälk verdacht. Auf der linken Seite stellt ein kurzes Stück der Gartenmauer eine Verbindung zum nebenan liegenden Palais Wessely her. Ein Rundbogenportal, mit reichem barockisierendem Schmuck und einer geschweiften Rundbogenverdachung führt in den Innenhof. Die Mauer ist mit einem Blendfenster geschmückt, das durch zwei Hermenpilaster in drei Teile geteilt wird. Der Mittelteil ist mit einem geschweiften Spitzgiebel verdacht.
Im Inneren birgt das Vestibül eine bemerkenswerte Besonderheit: Ein Opaion mit Durchblick auf die Stuckdecke des darüber liegenden Raumes. Die Täfelung des großen Salons ist im Stil Ludwig XV. in Weiß und Gold gehalten. Die Decke des Salons schmücken auf Leinwand gemalte und eingelassene Gemälde von Julius Berger und Tina Blau, an dessen Ausführung Gustav Klimt und Franz Matsch während ihrer Studienzeit beteiligt waren. Sie zeigen Flora, Bacchus und vermutlich Ariadne.
Die Schmiedeeisenarbeiten stammten von Albert Milde, der k.u.k. Hof-Schlosser war.